# Ossian 86-92
A 86-92 album az Ossian zenekar 1992-ben megjelent válogatáslemeze, és a zenekar pályafutásának első hat évét foglalja össze. Az első két Ossian albumról származó dalokat újra rögzítette a csapat, és egy friss dal, a Földöntúli Show is felkerült bónuszként a korongra.

## Dalok
1. Acélszív ('92) – 3:42
2. Földöntúli Show (bónusz) – 2:53
3. Éjféli lány – 4:22
4. Legyen miénk az Élet – 4:05
5. Ítéletnap – 4:21
6. A rock katonái – 4:40
7. Nyugtalan ('92) – 4:52
8. A Heavy Metal születése – 4:18
9. Szenvedély – 4:09
10. Sörivók ('92) – 2:51
11. Magányos angyal – 4:14
12. Tébolyult szombat ('92) – 3:15
13. Valahol messze ('92) – 2:45
14. Rocker vagyok – 3:10
15. Bűnös város ('92) – 4:00

## Zenekar
- Paksi Endre – ének
- Maróthy Zoltán – gitár, ének (3,7,8,11,14)
- Vörös Gábor – basszusgitár
- Tobola Csaba – dobok, vokál
- Nagyfi Zoltán – dobok (3,6,8)

## Újrakiadás (86-94 címen)
2012 decemberében a Hammer Records kiadó gondozásában újra megjelent az Ossian együttes első válogatáslemeze, mely akkoriban már rég nem volt kapható. A lemezre felkerültek az 1993-as Emberi dolgok, és az 1994-ben megjelent Keresztút album dalai is. Emiatt az album címe is más lett: Ossian 86-94. Ezen kívül változott a számlista és a számsorrend is. A lemezpiaci viszonyok változását jól érzékelteti a tény, hogy míg az eredeti kiadás 1992-ben az eladási lista 40. helyéig jutott csak, addig az újrakiadott album 2013 első heteiben a 8. helyen állt.

## Dalok
1. Acélszív ('92)
2. A Rock katonái
3. Magányos Angyal
4. Rocker vagyok
5. Ítéletnap
6. A magam útját járom
7. Éjféli lány
8. Szenvedély
9. A Szerelem országútján
10. A Heavy Metal születése
11. Menetelés a vágóhídra
12. Legyen miénk az élet
13. Emberi dolgok
14. Földöntúli show
15. Bűnös város ('92)
16. Nyugtalan
17. A szerelem gyilkosa
18. Mikor eltalál téged
19. Rock 'n' roll lány
20. Mire megvirrad

## Zenekar
- Paksi Endre – ének (1-20)
- Maróthy Zoltán – gitár (1-20), ének (3, 4, 7, 10, 16)
- Vörös Gábor – basszusgitár (kivéve 16, 19)
- Pálvölgyi László – basszusgitár (16, 19)
- Tobola Csaba – dobok (kivéve 2, 7, 10, 16, 19)
- Nagyfi Zoltán – dobok (2, 7, 10)
- Galántai Zsolt – dobok (16, 19)